# Adolf Lukas Vischer
Adolf Lukas Vischer (Basilea, 31 dicembre 1884 – Basilea, 13 luglio 1974) è stato un medico svizzero.

## Biografia
Trascorre gli anni dell'infanzia a Berna, per rientrare nella città natale dopo il conseguimento del diploma di scuola superiore. Nell'università locale completa gli studi in medicina, trascorrendo un semestre di specializzazione a Monaco di Baviera sotto la guida di Walter von Wyss. Iniziata la propria carriera nella clinica di Basilea come chirurgo assistente del prof. Fritz de Quervain, avrà modo di svolgere un proficuo tirocinio presso l'ospedale londinese di San Bartolomeo. Nell'autunno del 1912, con i colleghi Christoph Socin e Eduard Stierlin, compone una delegazione svizzera inviata per oltre 10 settimane sul teatro delle guerre balcaniche. Presta la propria opera prima nel nosocomio militare di Belgrado, quindi sul campo di battaglia di Bitola, ed infine a Durazzo. Resoconto dell'esperienza balcanica è il volume An der serbischen Front (1913). Lo scoppio della Grande guerra nell'agosto del 1914 lo coglie, col maestro de Quervain, presso Badenweiler, villaggio tedesco del Baden-Württemberg. Nel 1916, con Alfred Boissier, lascia nuovamente la Svizzera. Come rappresentante del Comitato Internazionale della Croce Rossa è inviato in Turchia per ispezionare i campi di prigionia. Compito analogo svolge l'anno seguente, questa volta dalla parte opposta dello schieramento militare. Inviato dal Dipartimento politico federale elvetico, raggiunge nel 1917 l'Inghilterra per visitarvi i campi d'internamento per civili e soldati. Dall'esperienza inglese matura una delle sue opere più famose, presto tradotta in inglese e italiano: quella Die Stacheldrahtkrankheit (1918) che sarà occasione di vivaci discussioni sulla pubblicistica specializzata europea. Rientra definitivamente in patria nel 1918, avviando dal luglio la propria attività privata di medico a San Albanvorstedt (Basilea). I decenni successivi, in particolare gli anni della Seconda guerra mondiale, lo vedranno di nuovo in prima fila come sanitario impegnato sul campo, per altro in perfetta continuità con quanto fatto da suo padre fin dalla guerra franco-prussiana del 1871. Adolf Lukas Vischer muore a Basilea il 13 luglio 1974.